# ادوارد جان ثای
ادوارد جان ثای (به انگلیسی: Edward John Thye) سناتور سابق عضو حزب جمهوری‌خواه ایالات متحده آمریکا بود. وی در سال ۱۹۴۷ تا ۱۹۵۹ میلادی سناتور ایالت مینه‌سوتا در سنای ایالات متحده آمریکا بود.